# 伊藤明日香 (アナウンサー)
伊藤 明日香（いとう あすか、1983年6月4日 - ）は、奈良県出身のフリーアナウンサー。ボイスワークス所属。

## 略歴
小中学校時代までは奈良で過ごすが、大阪桐蔭高等学校から関西大学法学部法学政治学科に進み、大阪府で過ごす。
2007年、MRT宮崎放送の夕方のローカルニュース番組『MRTイブニング・ニュース』（当時）内のスポーツコーナー「MRT SPORTSフレッシュEYE」のキャスターを務めた。MRTのスポーツキャスター兼番組ディレクターを務め、同時期にキャスターを卒業した松尾恵子（現・テレビ西日本報道局報道部契約キャスター、妹はテレビ朝日アナウンサーの松尾由美子）とも親しい。
2008年3月いっぱいでMRTのキャスターを卒業し、2008年4月にKAB熊本朝日放送に契約アナウンサーとして入社し、報道番組などを担当。
2012年暮れごろ、yab山口朝日放送にアナウンサーとして入社。熊本時代と同様に報道番組などを担当した。
2019年9月27日放送分のJチャンやまぐちを持ってレギュラー番組を全て降板し、産休に入った（産休入り時点で妊娠8ヶ月）。同年10月に女児を出産、そのまま育休に入っていたが、家庭の事情で2020年1月末をもってyabを退社した。退社後はボイスワークス所属のフリーアナウンサーとして活動している。

## 挿話
- 趣味はスポーツ観戦、特技は17秒で全国制覇!（47都道府県を17秒で言える事）。
- yab時代の同僚だった八谷英樹は同学年で、放送局は違うが新人時代を熊本で過ごした仲間であり、共にyab時代に結婚し家庭を持ったという共通点がある[2]。

## 過去の担当番組
MRT宮崎放送時代
- MRTイブニング・ニュース（スポーツコーナー担当）

KAB熊本朝日放送時代
- KABニュース（定時ニュース）
- KABニューストレイン（「SPORTS TRAIN」（県内スポーツ、月曜日）、お天気コーナー）
- ふるさと情報局（金曜17:34～17:54、2010年4月2日～）
- アナステ
- ファイブチャンネル（メインMC、2009年4月11日放送開始～2010年3月27日放送）

yab山口朝日放送時代
- どきどきマルシェ（2013年8月ごろ～2015年3月）
- yabニュース
- Jチャンやまぐち